# Dicranomyia (Dicranomyia) trifilamentosa
Dicranomyia (Dicranomyia) trifilamentosa is een tweevleugelige uit de familie steltmuggen (Limoniidae). De soort komt voor in het Palearctisch gebied.